# دانیله فرانچینی
دانیله فرانچینی (انگلیسی: Daniele Franceschini؛ زادهٔ ۱۳ ژانویهٔ ۱۹۷۶) بازیکن فوتبال اهل ایتالیا است.
از باشگاه‌هایی که در آن بازی کرده‌است می‌توان به باشگاه ورزشی لاتزیو، باشگاه فوتبال لچه، باشگاه فوتبال کیه‌وو ورونا، باشگاه فوتبال فوجا، و باشگاه فوتبال سمپدوریا اشاره کرد.